# Marshall Mountains
Die Marshall Mountains sind ein Gebirgszug in der antarktischen Ross Dependency. In der Königin-Alexandra-Kette des Transantarktischen Gebirges überragt er den Beardmore-Gletscher an der Westflanke. Höchste Erhebung ist Mount Marshall mit einer Höhe von 3160 m. Die Marshall Mountains werden nördlich vom Berwick-Gletscher und im Süden vom Swinford-Gletscher begrenzt. 
Der Gebirgszug wurde entdeckt von Teilnehmer der Nimrod-Expedition (1907–1909) unter der Leitung des britischen Polarforschers Ernest Shackleton. Benannt ist er nach dem britischen Arzt Eric Marshall (1879–1963), einem Teilnehmer der Expedition.